# Brezno Gora
Brezno Gora falu Horvátországban Krapina-Zagorje megyében. Közigazgatásilag Hum na Sutlihoz tartozik.

## Fekvése
Krapinától 20 km-re északnyugatra, községközpontjától 6 km-re délnyugatra a Szutla partján, a szlovén határ mellett fekszik.

## Története
A településnek 1857-ben 290, 1910-ben 291 lakosa volt. Trianonig Varasd vármegye Pregradai járásához tartozott. 2001-ben 88 lakosa volt.

## Külső hivatkozások
Hum na Sutli község hivatalos oldala